# Sturmgeschütz-Abteilung 913
De Sturmgeschütz-Abteilung 913 was tijdens de Tweede Wereldoorlog een Duitse Sturmgeschütz-eenheid van de Wehrmacht ter grootte van een afdeling, uitgerust met gemechaniseerd geschut. Deze eenheid was een zogenaamde Heerestruppe, d.w.z. niet direct toegewezen aan een divisie, maar ressorterend onder een hoger commando, zoals een legerkorps of leger.

## Geschiedenis
Sturmgeschütz-Abteilung 913 werd opgericht in Jüterbog in januari 1943. Maar voordat de Abteilung echt was opgesteld, werd deze op 21 januari 1943 al weer opgeheven. Het personeel ging naar andere Sturmgeschütz-eenheden, waarschijnlijk diegenen die na het Stalingrad debacle heropgericht werden.

## Samenstelling
Niet voltooid

## Commandanten
Geen bekend